# Petar Sografow
Petar Sografow (bulgarisch Петър Зографов; * 11. Juli 1964 in Sofia) ist ein ehemaliger bulgarischer Skilangläufer.
Sografow belegte bei den Olympischen Winterspielen 1992 in Albertville den 86. Platz über 10 km klassisch, den 71. Rang in der Verfolgung und den 50. Platz über 50 km Freistil. Zudem kam er dort zusammen mit Iwan Smilenow, Iskren Plankow und Slawtscho Batinkow auf den 13. Platz in der Staffel. Zwei Jahre später lief er bei den Olympischen Winterspielen 1994 in Lillehammer auf den 81. Platz über 10 km klassisch, auf den 70. Rang in der anschließenden Verfolgung und auf den 64. Platz über 30 km Freistil.